# Comité Paralímpico de Afganistán
El Comité Paralímpico de Afganistán es el comité paralímpico nacional que representa a Afganistán. Esta organización es la responsable de las actividades deportivas paralímpicas en el país. Es miembro del Comité Paralímpico Internacional y del Comité Paralímpico Asiático.